# Titularbistum Synnada in Mauretania
Synnada in Mauretania (ital.: Sinnada di Mauritania) ist ein Titularbistum der römisch-katholischen Kirche.
Es geht zurück auf ein ehemaliges Bistum in der antiken Stadt Synnada in der römischen Provinz Mauretania Caesariensis im Norden des heutigen Algerien.
| Titulbischöfe von Synnada in Mauretania |                                |                                                   |                   |                  |
| Nr.                                     | Name                           | Amt                                               | von               | bis              |
| 1                                       | Marcel-Marie-Henri-Paul Dubois | emeritierter Erzbischof von Besançon (Frankreich) | 2. Juli 1966      | 12. Juli 1967    |
| 2                                       | Wilson Laus Schmidt            | emeritierter Bischof von Chapecó (Brasilien)      | 22. Januar 1968   | 16. März 1971    |
| 3                                       | Antônio Soares Costa           | Weihbischof in Natal (Brasilien)                  | 25. November 1971 | 27. Oktober 1993 |
| 4                                       | James Kazuo Koda               | Weihbischof in Tokio (Japan)                      | 29. November 2004 |                  |